# Armscor BXP
Armscor BXP — пистолет-пулемёт, сконструированный в ЮАР в 1980-х годах фирмой Mechem для полиции и вооружённых сил. Производство Armscor BXP было начато в 1988 году.

## Описание
Armscor BXP изготовлен из нержавеющей стали. Оснащён автоматикой со свободным затвором, стрельба ведётся с открытого затвора. Ударник зафиксирован на зеркале затвора. Ствольная коробка состоит из двух половин — верхней и нижней. Пистолет-пулемёт имеет двусторонний предохранитель, находящийся на рукоятке позади спускового крючка, в спусковой механизм встроен переключатель режимов стрельбы и имеет два режима: одиночные выстрелы или огонь очередями. Оружие имеет открытые прицельные приспособления. Плечевой упор — складной, изготовлен из стали, с мягким затыльником.
Armscor BXP может быть оснащён глушителями, различными пламегасителями, либо ствольным гранатомётом для отстрела винтовочных гранат при помощи холостого патрона.